# Gary Low
Gary Low, de son vrai nom Luis Romano Peris Belmonte (né le 7 juin 1954 à Rome), est un compositeur et chanteur italien.

## Biographie
Luis Romano est né à Rome en 1954 de parents espagnols originaires de Catalogne ; son père, lui-même musicien, effectuait de nombreuses tournées à l'international et c'est lors de l'une d'entre elles, en Afrique du Sud, que Luis Romano s'est fait connaître en tant que chanteur à l'âge de six ans. Il passe son enfance entre la capitale italienne et Barcelone, dans le quartier de Sarrià, où ses parents sont propriétaires d'une maison.
En 1982, il entre en contact avec les producteurs et auteurs-compositeurs Pierluigi Giombini et Paolo « Paul » Micioni (du groupe Traks, avec qui Gary Low a collaboré), qui sont en train de constituer une écurie d'interprètes pour leurs premières productions Italo disco : aux côtés de Gary Low, Gazebo (Paul Mazzolini) et Ryan Paris (Fabio Roscioli) s'occupent respectivement de Masterpiece et Dolce Vita. L'album qui permet à Gary Low de percer est You Are a Danger, au même titre que les précédents cités, parmi les plus significatifs de ce courant musical. Une version 45 tours de You Are a Danger, plus orientée dance, a également été produite et est entrée sur le marché américain le 26 mars 1983, directement à la 72e place du Billboard Dance / Disco Top 80.
Fort de ce succès, Gary Low enregistre son premier album, Go On, pour CAT Record en 1983, qui compte trois singles, Forever, Tonight and All My Life et I Want You, sortis la même année ; en 1984 sort la reprise La Colegiala, interprété à l'origine par le groupe péruvien Los Ilusionistas ; cet enregistrement connaît un énorme succès international, à tel point qu'il est certifié disque de platine au Japon et au Mexique. Malgré la reconnaissance des ventes, Gary Low découvre au milieu de la décennie que, comme d'autres artistes de l'époque tels que Gazebo, Den Harrow ou Sabrina Salerno, le contrat de disque qu'il a signé ne lui garantit que peu ou pas de revenus, et il décide de poursuivre CAT Record pour récupérer une partie des recettes des ventes de disques. Pendant le procès, le tribunal lui interdit de se lier à d'autres labels, et il ouvre une salle de sport pour subvenir à ses besoins. Bien qu'il ait gagné le procès, il n'a jamais pu récupérer les gains perdus car le label a fait faillite, et il en a été de même pour Hispavox, son distributeur en Espagne.
Après avoir été opéré d'une tumeur en 1990, il interrompt son activité artistique pour se consacrer à plein temps à sa propre entreprise de sports, qui s'est entre-temps développée avec l'ouverture d'autres gymnases.
En 2015, il revient proposer l'une de ses productions originales, Bailame así, un single qu'il interprète avec Gazebo, ; elle est suivie, entre 2016 et 2017, par d'autres productions — No te aguanto más, Bombon, I Like It et Get Up — distribuées sur des plateformes numériques.

## Discographie

### Albums studio
- 1983 : Go On (CAT Record)
- 1984 : La Colegiala (Music Hall)
- 1984 : Gary Low's Summer (Cat Record)
- 1984 : Rien ne va plus (Hispavox)

### Compilations
- 1984 : Grandes Éxitos (Hispavox)
- 1993 : The Best of (Unidisc)
- 1995 : The Best of Gary Low - I Want You (CD, Hot Productions)

### Singles
- 1982 : You Are a Danger (Il Discotto)
- 1983 : Forever, Tonight and All My Life (CAT Record)
- 1983 : I Want You (CAT Record)
- 1983 : I Want You / Guapparia - Reginella (7", CAT Record / Lupus) (avec Franco Califano)
- 1983 : Mi querido amor (Hispavox)
- 1984 : La Colegiala (Concorde)
- 1984 : La Colegiala / Dancing in the Dark (12", Power Records) (avec Mike Mareen)
- 1984 : Where I Am (7", Hispavox)
- 1984 : Where I Am / Play the Game (12", CAT Record)
- 1985 : Non-Stop Searching / Play the Game (Savoir Faire Records)
- 1985 : How Much (Hispavox)
- 1985 : Niña / Don't Shout (Hispavox)
- 1986 : I Wanna Be With You (Hispavox)
- 1986 : How Much (12", Savoir Faire Records)
- 1986 : I Wanna Be With You (12", Hispavox)
- 1990 : Give Me a Friend (12", Golden Sound)
- 1991 : Dear Enemy (12", Golden Sound)
- 1992 : You Are a Danger / Under the Ice (12", 12 Inch Stars) (avec Topo & Roby)
- 1993 : La Colegiala / I Want You / You Are a Danger (Unidisc)
- 1993 : I Want You / You Are a Danger (12", Hot Classics)
- 1999 : You Are a Danger / You Never Dance With Me (CD, ZYX Music) (avec Avantgarde)
- 2015 : Bailame así (avec Gazebo)
- 2016 : No te aguanto más
- 2016 : Bombon
- 2016 : I Like It
- 2017 : Get Up